# Fåker
Fåker – miejscowość (tätort) w Szwecji, w regionie administracyjnym (län) Jämtland, w gminie Östersund.
Według danych Szwedzkiego Urzędu Statystycznego liczba ludności wyniosła: 241 (31 grudnia 2015), 256 (31 grudnia 2018) i 250 (31 grudnia 2019).